# Horatio Sanz
Horatio Sanz (Santiago, 4 de junho de 1969) é ator chileno naturalizado americano que vive nos Estados Unidos desde sua infância. Foi o primeiro integrante latino do elenco do Saturday Night Live.
É torcedor fanático do Chicago Cubs, time de beisebol.

## Imitações
- Saddam Hussein
- Elton John
- Ozzy Osbourne

## Filmografia
- 1993 - Miracle on 34th Street
- 1998 - Saturday Night Live
- 2000 - Road Trip
- 2001 - Tomcats
- 2002 - The New Guy
- 2003 - Boat Trip (Cruzeiro das Loucas)
- 2005 - Rebound
- 2005 - The Man
- 2006 - Saturday Night Live
- 2015 - Don Quixote